# Dô nách nâu
Glareola maldivarum là một loài chim trong họ Glareolidae.

## Hình ảnh

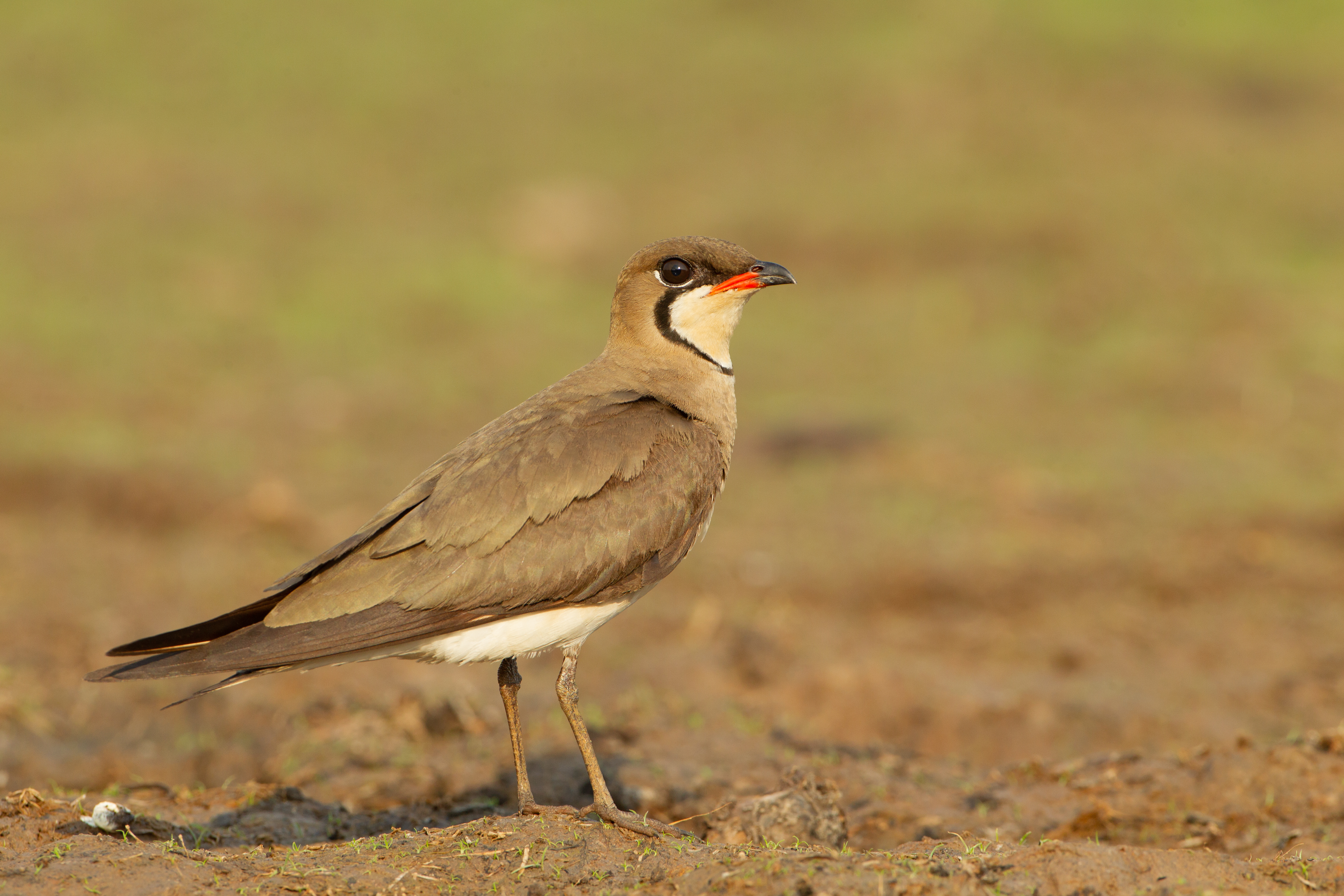
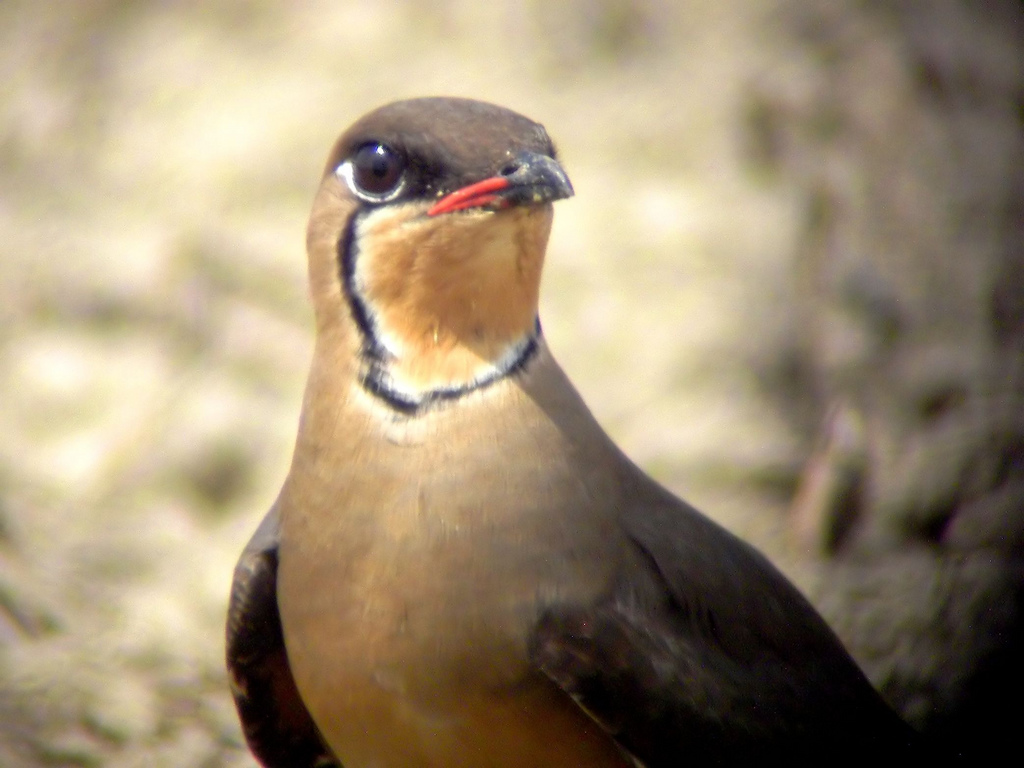